# Општина Оплотница
Општина Оплотница (словен. Oplotnica) је једна од општина Подравске регије у држави Словенији. Седиште општине је истоимени градић Оплотница.

## Природне одлике
Рељеф: Општина Оплотница налази се у северном делу Словеније, у словеначком делу Штајерске. Општина се простире на северним јужним падинама Похорја.
Клима: У општини влада умерено континентална клима.
Воде: На подручју општине има само мањих водотока, који су у сливу реке Дравиње. Најважнији од њих је поток Оплотница.

## Становништво
Општина Оплотница је густо насељена.

## Насеља општине
| - Божје - Брезје при Оплотници - Горица при Оплотници - Добришка Вас - Доброва при Прихови - Згорње Грушовје - Злогона Гора | - Злогона Вас - Коритно - Ковашки Врх - Лачна Гора - Малахорна - Маркечица - Окошка Гора | - Оплотница - Побреж - Прихова - Расковец - Стража при Оплотници - Уговец - Чадрам |  |

## Додатно погледати
- Оплотница